# عبد الإله حافظ
عبد الإله حافظ هو سياسي عراقي شغل مناصب وزارية في العهد الملكي في العراق، ولد في الموصل عام 1895 وتوفي في 27 كانون الثاني 1976.

## سيرته
هو عبد الإله بن محمد علي فاضل بن خليل بن عبد الله أفندي آل عبد الحافظ، ولد عام 1895. وشغل والده منصب رئيس الكتاب في المحكمة الشرعية بالموصل، ثم مبعوثاً (نائباً) عن ولاية الموصل في مجلس المبعوثان (البرلمان العثماني)، وكان لهُ دور مهم في البرلمان العثماني مع داود يوسفاني في مجلس المبعوثان سنة 1908. وتوفى والده محمد علي فاضل في 1 نيسان 1935.
تلقى عبد الإله حافظ دراسته الابتدائية والمتوسطة والثانوية في الموصل. أما دراسته الجامعية فقد أكملها في جامعة دار الفنون العثمانية ( شعبة طب الإسنان) في إسطنبول، ثم سافر إلى باريس حيث درس العلوم السياسية بجامعة باريس وتخرج فيها سنة 1922، وبعد عودته مارس مهنة طب الإسنان لمدة قصيرة، لكنه تركها ليعين مدرسا لمادة الاقتصاد السياسي في جامعة آل البيت ثم في كلية الحقوق أستاذا لمادة المالية.
انتخب سنة 1926 نائبا في مجلس النواب. وبذلك أصبح نائبا لسبعة دورات انتخابية هي الدورات الثانية والثالثة والرابعة والخامسة والثامنة والعاشرة والحادية عشر. وفي سنة 1935، أسندت إليه مسؤولية مديرية التجارة في وزارة المالية. كما شغل مناصب وزارية مختلفة مثل وزارة الخارجية سنة 1942 وبعدها بسنة وزارة المعارف ثم وزارة التموين سنة 1946 و1947، وفي سنة 1949 أعيد تعيينه وزيرا للخارجية في وزارة نوري السعيد العاشرة.
عندما قامت ثورة 14 تموز 1958 واسقطت النظام الملكي وأعلن عن تأسيس الجمهورية، كان عبد الإله حافظ محافظا للبنك المركزي العراقي فقد شغل المنصب منذ للفترة من 24 آذار 1949 وأقيل منه في 30 نيسان 1959.